# Czernina

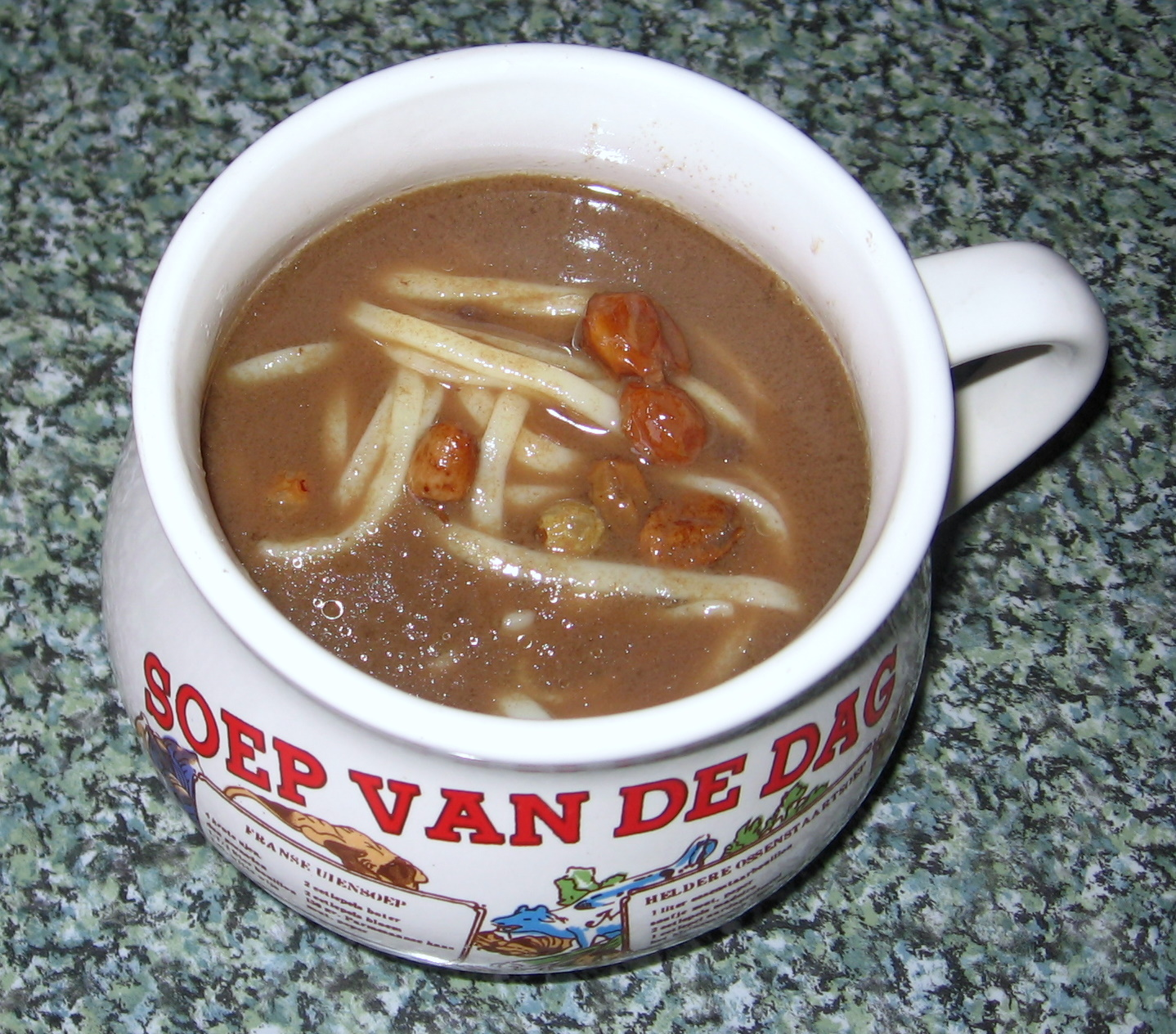
Lengyel „feketeleves”, czernina

A czernina, czarnina, czarna polewka, czarna zalewajka (a czarny, fekete szóból) lengyel levesféle, melynek alapvető összetevői a húsleves és a kacsa, a csirke vagy a nyúl, ritkábban a sertés kifolyatott és összegyűjtött vére. Régebben libavért is felhasználtak hozzá.

## Története
Az ételnek a 19. századig szimbolikus jelentése volt Lengyelországban: ezt a levest tálalták fel a lány kezét megkérő ifjúnak, ha a szülők nem egyeztek bele a lánykérésbe. Szerepel Adam Mickiewicz Pan Tadeusz című művében is, ezt akarták adni az eposz Jacek Soplica nevű szereplőjének.
A czarnina névváltozatot Lengyelország középső részén, Gostynin, Kutno és Mława megyékben használják. A kujáviai nyelvjárás szerint czornina, a kasub szerint czôrnina vagy czarwina a leves neve. Nagy-Lengyelországban „szürke levesnek” is nevezik.
A czernina szerepel a hagyományos lengyel termékek listáján, melyet a lengyel földművelésügyi minisztérium vezet a nemzeti értékek védelme céljából.
Több más nemzeti konyha étlapján is szerepel hasonló étel. Magyarországon ilyen a feketeleves, Görögországban a melasz dzómosz, Svédországban pedig a svartsoppa.

## Elkészítése
A leves jellegzetes édes-savanyú ízét a készítésekor felhasznált cukortól és ecettől nyeri. Az ecetnek azonban nemcsak az ízesítésben van szerepe, elkeverve a vérrel megakadályozza annak alvadását. E két alapvető hozzávaló mellett számos egyéb összetevőt is felhasználnak a leves ízesítéséhez. Ilyen a szilvaszirup vagy az ecetben elrakott körte, a megfőzött friss vagy aszalt gyümölcs (körte, szilva, alma, mazsola vagy cseresznye), a borecet vagy az almaecet, a méz stb.
A czarnine levest nudlival, házi tésztával, gőzgombóccal vagy főtt burgonyával szokás gazdagítani.

## Lásd még
- Lengyel konyhaművészet
- A lengyel konyhaművészet története
- Nagy-Lengyelország konyhája

## Fordítás
- Ez a szócikk részben vagy egészben a Czernina című lengyel Wikipédia-szócikk ezen változatának fordításán alapul.  Az eredeti cikk szerkesztőit annak laptörténete sorolja fel. Ez a jelzés csupán a megfogalmazás eredetét és a szerzői jogokat jelzi, nem szolgál a cikkben szereplő információk forrásmegjelöléseként.